# Comté de Scott (Tennessee)
Pour les articles homonymes, voir Scott et Comté de Scott.
Le comté de Scott est un comté de l'État du Tennessee, aux États-Unis.